# Robert A. Scalapino
Robert Anthony Scalapino (* 19. Oktober 1919 in Leavenworth, Kansas; † 31. Oktober 2011 in Oakland, Kalifornien) war ein US-amerikanischer Politikwissenschaftler und Hochschullehrer, der über vierzig Jahre lang Politikwissenschaften an der University of California, Berkeley lehrte und einer der führenden Experten für Politik und Geschichte Ostasiens war.

## Leben
Nach dem Schulbesuch studierte Scalapino zunächst am Santa Barbara College und erwarb dort 1940 einen Bachelor of Arts (B.A.), ehe er ein anschließendes Studium an der Harvard University 1943 mit einem Master of Arts beendete. Danach leistete er im Zweiten Weltkrieg seinen Wehrdienst als Sprachoffizier der US Navy im Pazifikkrieg. Nach Kriegsende setzte er sein postgraduales Studium an der Harvard University fort und erwarb 1948 einen Doctor of Philosophy (Ph.D.).
Im Anschluss übernahm Scalapino 1949 eine Professur für Politikwissenschaften an der University of California, Berkeley (UC Berkeley) und lehrte dort mehr als vierzig Jahre lang bis zu seiner Emeritierung 1990. Seit Beginn der 1960er Jahre wurde er zu einem der führenden Experten für Geschichte und Politik Ostasiens und war zwischen 1962 und 1996 auch Herausgeber der Fachzeitschrift Asian Survey. 1978 gründete er das Institut für Ostasienwissenschaften (Institute of East Asian Studies) an der UC Berkeley und blieb bis 1990 auch dessen Direktor.
Daneben engagierte sich Scalapino, der seit 1972 Fellow der American Academy of Arts and Sciences war, in zahlreichen Institutionen und Organisation und war unter anderem Direktor des Council on Foreign Relations sowie der Japan-Gesellschaft und auch Vorstandsmitglied des Pazifikforums des Center for Strategic and International Studies (C SIS) und des US-Atlantikrates. Des Weiteren war er Co-Vorsitzender der Beratungsgruppe der Asiatischen Gesellschaft, deren Delegation er 1991 und 1992 nach Nordkorea angehörte. Außerdem fungierte er 1966 als Gründer und Vorsitzender des Nationalkomitees für US-Amerikanisch-Chinesische Studien in New York City sowie als Ehrenmitglied des Instituts für Koreanisch-Amerikanische Studien. Schließlich war er auch für das Beratungskomitees für internationale Studien der Hoover Institution, Nationale Büro für Asienforschung sowie das Fulbright-Programm tätig. 1972 wurde er in die American Academy of Arts and Sciences gewählt.

## Veröffentlichungen
Neben seiner langjährigen Lehr- und Forschungstätigkeiten verfasste Scalapino zahlreiche Fachbücher, die sich mit politik- und ostasienwissenschaftlichen Themen wie der koreanischen Wiedervereinigung befassten. Zu seinen bedeutendsten Büchern gehören:
- mit Junnosuke Masumi: Parties and Politics in Contemporary Japan. University of California Press, Berkeley CA u. a. 1962.
- The Japanese Communist Movement. 1920–1965 (= R (Rand Corporation) R-447-PR, ISSN 0192-3692).  Rand Corporation, Santa Monica CA 1966.
- mit Chong-Sik Lee: Communism in Korea. 2 Bände. University of California Press, Berkeley CA u. a. 1972;
  - Band 1: The Movement. ISBN 0-520-02080-4;
  - Band 2: The Society. ISBN 0-520-02274-2.
- American-Japanese Relations in a Changing Era (= The Washington Papers. Bd. 2). Sage, Beverly Hills CA u. a. 1972, ISBN 0-912050-34-9.
- Asia and the Road Ahead. Issues for the Major Powers. University of California Press, Berkeley CA u. a. 1975, ISBN 0-520-03066-4.
- als Herausgeber: The Foreign Policy of Modern Japan. University of California Press, Berkeley CA u. a. 1977, ISBN 0-520-03196-2.
- The United States and Korea. Looking Ahead (= The Washington Papers. Bd. 69). Sage, Beverly Hills CA u. a. 1979, ISBN 0-8039-1374-5.
- als Herausgeber mit Jusuf Wanandi: Economic, Political, and Security Issues in Southeast Asia in the 1980s (= Research Papers and Policy Studies. Bd. 7). Institute of East Asian Studies – University of California, Berkeley CA 1982, ISBN 0-912966-52-1.
- The Early Japanese Labor Movement. Labor and Politics in a developing Society (= Japan Research Monograph. Bd. 5). Institute of East Asian Studies – University of California – Center for Japanese Studies, Berkeley CA 1983, ISBN 0-912966-65-3.
- mit George T. Yu: Modern China and Its Revolutionary Process. Recurrent challenges to the traditional order, 1850–1920. University of California Press, Berkeley CA u. a. 1985, ISBN 0-520-05030-4.
- als Herausgeber mit Han Sung-joo: United States-Korea Relations (= United States-Republic of Korea Bilateral Forum. Bd. 1 = Research Papers and Policy Studies. Bd. 19). Institute of East Asian Studies – University of California, Berkeley CA 1986, ISBN 0-912966-93-9.
- als Herausgeber mit Hongkoo Lee: North Korea in a Regional and Global Context (= Korean Research Monograph. Bd. 11). Institute of East Asian Studies – University of California – Center for Korean Studies, Berkeley CA 1986, ISBN 0-912966-82-3.
- als Herausgeber mit Seizaburo Sato und Jusuf Wanandi: Internal and External Security Issues in Asia (= Research Papers and Policy Studies. Bd. 16). Institute of East Asian Studies – University of California, Berkeley CA 1986, ISBN 0-912966-83-1.
- Major Power Relations in Northeast Asia. University Press of America, Lanham MD u. a. 1987, ISBN 0-8191-5679-5.
- The Politics of Development. Perspectives on Twentieth-Century Asia Harvard University Press, Cambridge MA u. a. 1989, ISBN 0-674-68757-4.
- The Last Leninists. The Uncertain Future of Asia's Communist States (= Significant Issues Series. Bd. 14, Nr. 3). Center for Strategic and International Studies, Washington DC 1992, ISBN 0-89206-191-X.